# Brough Superior

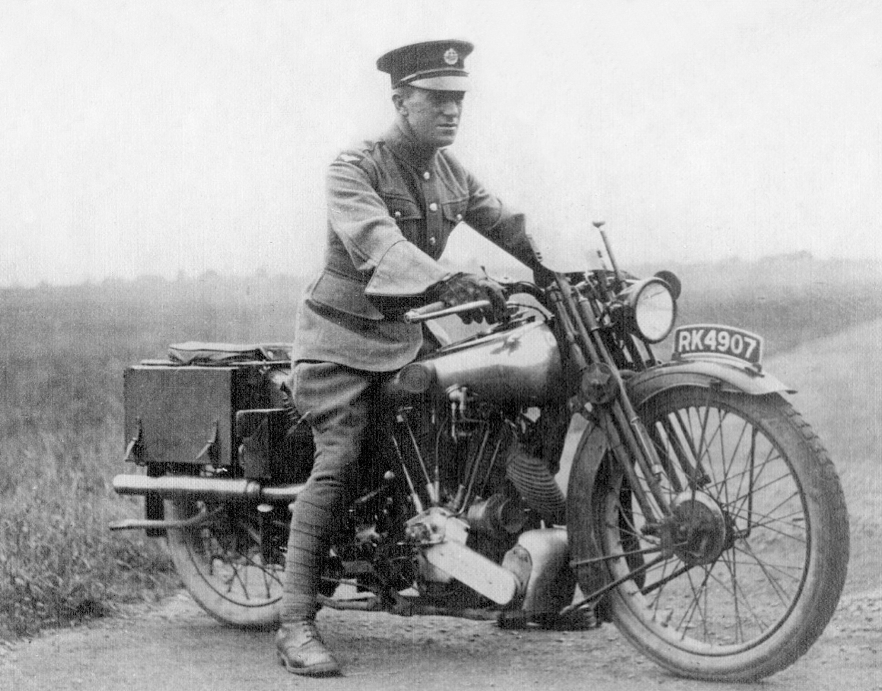
T.E. Lawrence av Arabien på en av sina åtta Brough Superior. En nionde var under byggnation då han avled.

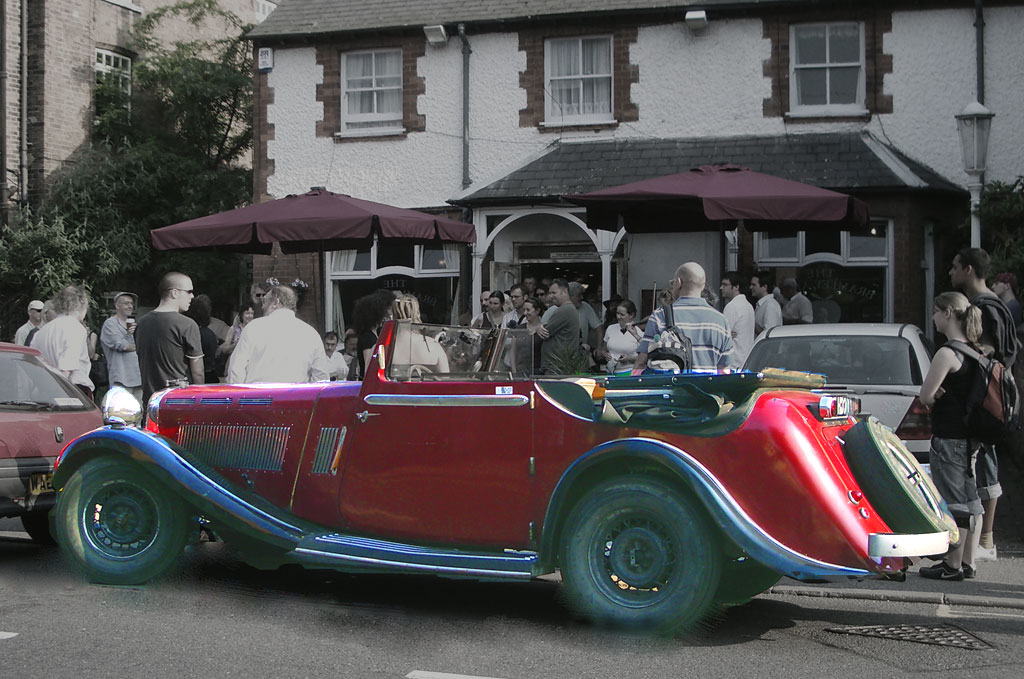
En bil med namnet Brough Superior.

Brough Superior [ˈbrʌf] är ett brittiskt motorcykelmärke tillverkat i Nottingham, England åren 1919−1940. Dessa motorcyklar har en finish och kvalitet som anses fullt jämförbar med Rolls-Royce-bilar. I dag är de ytterst eftertraktade bland samlare, och enstaka exemplar har sålts för flera miljoner kronor. 
Den första modellen släpptes 1920 och det tillverkades bara fem motorcyklar det året. Sedan ökade produktionen för varje år och kulminerade 1924 när den legendariska SS100 presenterades. Utrustad med en J.A.P.-motor med en slagvolym på 1 000 kubikcentimeter och toppventiler garanterades den göra 100 mph det vill säga 160 km/timme. Den var utrustad med Brough Superiors signum, den förnicklade (senare förkromade) bensintanken. 
Under 1936 gick man över till en Matchless-motor med samma storlek och toppventiler, men det är JAP-modellerna som skattas absolut högst idag. Trots att märket kallades "The Rolls-Royce of motorcyles" var motorcyklarna ett stort hopplock av inköpta delar, dock mycket bra sådana. Det var bara ramarna som Brough Superior tillverkade själv, till och med de världskända blanka bensintankarna köptes från en utomstående firma i Nottingham. En del modeller fick framgafflar från amerikanska Harley-Davidson och hjulen kom huvudsakligen från engelska Royal Enfield. Av cirka 3000 tillverkade har drygt 1000 stycken överlevt, en mycket hög siffra för gamla motorcyklar.
Åren 1935–1939 tillverkades omkring 85 bilar. Chassi och drivlina levererades främst av Hudson.

## Kuriosa
Den kände ökenkrigaren T.E. Lawrence ("Lawrence av Arabien") omkom 1935 efter att ha kraschat med sin Brough Superior som han döpt till "George VII". En annan känd ägare var författaren George Bernard Shaw, men han gav bort sin till T.E. Lawrence direkt som en gåva. Den amerikanska TV-profilen Jay Leno äger flera stycken Brough Superior, sedan han köpt den avlidna engelska affärsmannens Robert Whites samling. (År 2016 skänktes hela köpeskillingen om 10 miljoner brittiska pund till cancerforskning på Poole Hospital, det sjukhus i Dorset där White vårdades fram till sin död 2015.) Den svenska mc-fotografen Mats Olofsson äger tre stycken Brough Superior, två SS100 och en SS80 (alla från 1920-talet).